# Cryptus euchrous
Cryptus euchrous är en stekelart som beskrevs av Schiodte 1839. Cryptus euchrous ingår i släktet Cryptus och familjen brokparasitsteklar. Inga underarter finns listade i Catalogue of Life.